# Eggeslevmagle (plaats)
Eggeslevmagle is een plaats in de Deense regio Seeland, gemeente Slagelse. De plaats telt ca 200 inwoners (2008).